# 부장 (관직)
부장(部將/副將/副将)은 한국과 중국에서 사용하던 관직이다. 한국에서는 조선 때 오위, 포도청 등에 속한 무관직으로서 존재했다.